# جانيت وينترسون
جانيت وينترسون (بالإنجليزية: Jeanette Winterson) ر.إ.ب ضابط كاتبة بريطانية حاصلة على جائزة الكاتب الإنجليزي، ولدت في 27 أغسطس 1959. اشتهرت في الوسط الأدبي من خلال كتابها الأول بعنوان البرتقال ليس الفاكهة الوحيدة. حيث رمت في هذا الكتاب إلى لمس قضية حساسة تتعلق بثورة المراهقات ضد القيم العرفية. كما تناولت في مؤلفاتها المقبلة مواضيع تخص التوجه الجنسي والأنواع البشرية. كما تعتبر أستاذة ومساعدة للكتاب المبتدئين.

## حياتها المبكرة
وُلدت وينتيرسون في مانشستر وتبناها كونستانت وجون ويليام وينتيرسون في 21 يناير 1960. حيث ترعرعت في أكرينجتون وتأثرت بالكنيسة الخمسينية، ودرست هناك البعثات التبشيرية المسيحية ثم أصبحت كاتبة منذ سنة السادسة.
في عمر السادسة عشر، أعلنت وينتيرسون أنها مثلية وغادرت منزل عائلتها. وانتقلت فيما بعد إلى ثانوية أكرينجتون وروسندال، كانت تعين نفقات تعليمها من خلال العمل بدوام جزئي مزامنة مع دراستها للإنجليزية في أوكسفورد.

## موهبتها
بعد انتقالها إلى لندن، فاز أول كتاب لها (البرتقال ليس الفاكهة الوحيدة) بجائزة ويتبريد للأدب سنة 1985. واقتُبس الكتاب إلى مسلسل تليفزيوني بنفس العنوان سنة 1990 الذي فاز بدوره بجائزة الأكاديمية البريطانية لفنون الفيلم والتلفزيون كأفضل دراما. في 1987 فازت بجائزة جون ليويلين ريس عن كتابها العاطفة الذي تناول حياة نابوليون في أوروبا.

## حياتها الشخصية
منذ أن اعترفت في عمر السادسة عشر أنها مثلية،, أقامت عدة علاقات مثلية، من بينها كانت مع وكيلتها الأدبيغ بات كافاناغ التي استمرت بين سنوات 1990 و2002. ثم مذيعة البي بي سي بيجي رينولدز. في 2015 تزوجت من الطبيبة النفسية سوزي أورباش.

## جوئزها
في 2006 حصلت وينترسون على وسام الإمبراطورية البريطانية من درجة ضابط. وذلك لخدماتها الأدبية.

## روابط خارجية
- جانيت وينترسون على موقع IMDb (الإنجليزية)
- جانيت وينترسون على موقع الموسوعة البريطانية (الإنجليزية)
- جانيت وينترسون على موقع مونزينجر (الألمانية)
- جانيت وينترسون على موقع ميوزك برينز (الإنجليزية)
- جانيت وينترسون على موقع إن إن دي بي (الإنجليزية)
- جانيت وينترسون على موقع قاعدة بيانات الفيلم (الإنجليزية)

- الموقع الرسمي
- صفحتها على موقع الغاريادن